# 13 tháng 2
Ngày 13 tháng 2 là ngày thứ 44 trong lịch Gregory. Còn 321 ngày trong năm (322 ngày trong năm nhuận).

## Sự kiện trong nước
- 1885 – Chiến tranh Pháp–Thanh: Quân Pháp chiếm thành Lạng Sơn từ tay quân Thanh.
- 1969 – Chiến tranh Việt Nam: Thảm sát Thạnh Phong.

## Sự kiện quốc tế
- 1542 – Catherine Howard, vương hậu nước Anh bị xử chém đầu vì tội mưu phản
- 1575 – Henri III đăng ngôi vua Pháp.
- 1660 – Karl XI mới năm tuổi khi kế vị quốc vương Thụy Điển, ông nằm trong số các quốc vương vĩ đại nhất của nước này.
- 1689 – Cách mạng Vinh Quang: William III và Mary II được tuyên bố là các đồng quân chủ của Anh và Ireland.
- 1913 – Đạt Lai Lạt Ma thứ 13 tuyên bố Tây Tạng độc lập từ Trung Quốc, Tây Tạng trở thành chính thể độc lập thực tế từ đó cho đến năm 1951.
- 1931 – Phó vương Edward Wood chủ trì lễ khánh thanh thủ đô mới New Delhi của Ấn Độ thuộc Anh.
- 1945 – Chiến tranh thế giới thứ hai: Chiến dịch Budapest kết thúc khi tàn quân Đức và Hungary đầu hàng vô điều kiện trước Hồng Quân Liên Xô.
- 1984 – Konstantin Chernenko được bầu làm Tổng Bí thư của Đảng Cộng sản Liên Xô, kế nhiệm Yuri Andropov vừa qua đời.

## Ngày sinh (Việt Nam)
- 1836 – Nguyễn Phúc Miên Điều, tước phong Kiến Hòa Quận công, hoàng tử con vua Minh Mạng (m. 1891)
- 1910 – Ung Văn Khiêm, chính khách Việt Nam, bộ trưởng Bộ ngoại giao (m. 1991).

## Ngày sinh (Thế giới)
- 1766 – Thomas Malthus, nhà nhân khẩu học, kinh tế học Anh (m. 1834).
- 1805 – Johann Peter Gustav Lejeune Dirichlet, nhà toán học Đức (m. 1859).
- 1910 – William Shockley, nhà vật lý, phát minh Mỹ gốc Anh (m. 1989).
- 1960 – Pierluigi Collina, trọng tài bóng đá Ý.
- 1974 – Robbie Williams, ca sĩ Anh.
- 1994 – Memphis Depay, cầu thủ bóng đá Hà Lan, nhạc sĩ

## Ngày mất (Việt Nam)
- 2009 – Phương Thị Thanh, nữ diễn viên Việt Nam (s. 1956).
- 2015 – Nguyễn Bá Thanh trưởng Ban Nội chính Trung ương Việt Nam

## Ngày mất (Thế giới)
- 1542 – Catherine Howard, Vương hậu nước Anh (s.1524).
- 1603 – François Viète, nhà toán học Pháp (s. 1540).
- 1883 – Richard Wagner, nhà soạn nhạc Đức (s. 1813).
- 2017 – Kim Jong–nam (Kim Chính Nam), con trai cả của cố lãnh đạo Kim Jong-il (Kim Chính Nhật)